# Vizol Angami
Vizol Angami (Gujarati: વિઝોલ અંગામી, Hindi: विज़ोल अंगमी, Marathi: विझोल अंगमी, Tamil: விசோல் அங்காமி, Telugu: విజోల్; * 16. November 1914 in Viswema, Naga Hills District, Assam, Britisch-Indien, heute: Nagaland; † 3. März 2008 in Kohima, Nagaland) war ein indischer Politiker der Vereinigten Demokratischen Front UDF (United Democratic Front), der unter anderem zwischen 1974 und 1975 sowie erneut von 1977 bis 1980 Chief Minister von Nagaland war. Er war zudem zwischen 1992 und 1998 Mitglied der Rajya Sabha, des Oberhauses des Parlaments (Bhāratīya Sansad).

## Leben
Vizol Angami, Sohn von Notsore, besuchte die Mission High School und leistete zwischen 1941 und 1946 Militärdienst in der Royal Indian Air Force, mit der er auch im Zweiten Weltkrieg zum Einsatz kam. Er absolvierte ein grundständiges Studium am St. Edmund’s College in Shillong, welches er 1951 mit einem Bachelor of Arts (B.A.) beendete. Im Anschluss war er erst Lehrer an der Jon Institute School in Viswema und danach zwischen 1953 und 1956 Rektor der Naga High School.
In den 1950er Jahren begann er auf dem Höhepunkt des Guerillakrieges in Nagaland sein politisches Engagement und wurde aus politischen Gründen 1956 und 1957 zweimal inhaftiert. Er war im Anschluss zwischen 1957 und 1960 Vizepräsident der Naga National Convention, die das 16-Punkte-Abkommen mit der Unionsregierung unterzeichnet hatte, das am 1. Dezember 1963 zur Gründung des Bundesstaates Nagaland führte. Im Februar 1964 wurde er im Wahlkreis Western Agami in die Legislativversammlung (Legislative Assembly), das Einkammerparlament von Nagaland, gewählt und gehörte dieser zunächst bis 1969 an. Er übernahm zugleich in der ersten Legislaturperiode die Funktion des Oppositionsführers, als er nach der Unterzeichnung eines Waffenstillstandsabkommens im September 1964 zurücktrat. Er traf auch die NSCN-(Isak-Muivah)-Führer Isak Chishi Swu und Thuingaleng Muivah, als der laufende Friedensprozess fast ins Stocken geriet. Bei den zweiten Wahlen 1969 trat er nicht an.
1974 wurde Vizol erneut zum Mitglied der Legislativversammlung, der er nach seiner Wiederwahl 1977 als Vertreter der Vereinigten Demokratischen Front UDF nunmehr bis 1982 angehörte. Als Nachfolger von Hokishe Sema von der Nationalpartei NNP (Naga National Party) wurde er am 26. Februar 1974 erstmals Chief Minister von Nagaland. Er bekleidete dieses Amt bis zum 9. März 1975, als John Bosco Jasokie von der Nationaldemokratischen Partei NNDP (Naga National Democratic Party) ihn ablöste. Nach Beendigung einer Präsidialregierung (President’s rule) zur Verwaltung des Bundesstaates wurde er am 25. November 1977 zum zweiten Mal Chief Minister. Er verblieb auf diesem Posten bis zum 17. Januar 1980 und wurde im Anschluss von George A. Pang abgelöst. Als Chief Minister war er bekannt für seine Sparmaßnahmen und seine persönlichen Bemühungen, die Vertreter der Untergrundbewegungen wie insbesondere den legendären Angami Zapu Phizo, den unumstrittenen Führer des 1946 gegründeten Naga-Nationalrates NNC (Naga National Council), an den Verhandlungstisch zu bringen. Bei den beiden folgenden Parlamentswahlen 1982 und 1987 konnte er keinen Sitz in der Legislativversammlung gewinnen.
Er war 1982 Gründungsmitglied des Bundesstaatsverbandes der Indischen Rotkreuzgesellschaft und war deren Vorsitzender, bis er 2004 aus gesundheitlichen Gründen zurücktrat. 1989 hielt er sich aus dem Wahlkampf heraus, leitete aber als Parteivorsitzender die neu gegründete Naga National Democratic Party. Im selben Jahr nahm er an der Wahl am 22. und 26. November 1989 zur Lok Sabha teil, verlor jedoch gegen den Kandidaten des Indischen Nationalkongresses (INC), Shikiho Sema.
Am 3. April 1992 wurde er Mitglied der Rajya Sabha, des Oberhauses des Parlaments (Bhāratīya Sansad), und vertrat in dieser bis zum 2. April 1998 den Bundesstaat Nagaland. Während seiner Mitgliedschaft in der Rajya Sabha war er Mitglied des Ausschusses für Kommunikation, Energie, Gas, Aufforstung und ökologische Entwicklung. Er war 1999 Mitbegründer der Demokratischen Partei NDP (Nagaland Democratic Party), die später zum Volksrat NPC (Nagaland People’s Council) und schließlich 2002 zur Volksfront NPF (Naga People’s Front) wurde, deren Vorsitzender er bis 2005 war.
Aus seiner Ehe mit Razoulhou gingen vier Söhne und zwei Töchter hervor.

## Hintergrundliteratur
- Akhale Vizol Khamo: Towards a better world. Biography of Vizol, Nagaland Heritage Publishing House, Dimapur 2016, ISBN 978-93-80500-74-4